# Leone, Amerikanska Samoa
Leone är en ort i Amerikanska Samoa (USA).   Den ligger i distriktet Västra distriktet, i den västra delen av landet, 11 km sydväst om huvudstaden Pago Pago. Leone ligger 14 meter över havet och antalet invånare är 4 050. Den ligger på ön Tutuila Island.
Terrängen runt Leone är kuperad norrut, men åt sydost är den platt. Havet är nära Leone åt sydväst.  Närmaste större samhälle är Pago Pago, 11,5 km nordost om Leone. 
I omgivningarna runt Leone växer i huvudsak städsegrön lövskog.